# Agarak
Agarak (armeană Ագարակ) este un oraș din Provincia Syunik, Armenia.